# Pansarbandvagn 301
Pansarbandvagn 301 (Pbv 301) je švedski oklopni transporter koji je namijenjen švedskoj vojsci. Po izgledu je tipičan "borbeni taksi", naoružan s 20 mm Boforst topom i s prostorom za transport 8 potpuno opremljenih vojnika.  
Pbv 301 je bio ne baš najbolje rješenje za transporter. Napravljen je na trupu švedskog tenka Stridsvagn m/41 koji je predstavljen 1961. godine kad je i ušao u službu, a u kasnih 1960-ih i 1970-ih je povučen. Zamijenio ga je Pbv 302.

## Verzije
Pbv 301 je napravljen osim u standardnoj (185 proizvedeno) još u dvije verzije:
- Stridsledningspansarbandvagn 3011 (slpbv 3011, 20 prozvedeno) - zapovjedno vozilo
- Eldledningspansarbandvagn 3012 (epbv 3012, 15 proizvedeno) - vozilo za izviđanje

## Unutarnje poveznice
Pansarbandvagn 301 - Pansarbandvagn 302 - Pansarbandvagn 401 - Pansarbandvagn 501

## Vanjske poveznice
- Pansarbandvagn 301  Arhivirana inačica izvorne stranice od 8. prosinca 2008. (Wayback Machine)